# Galaxy 17
Galaxy 17 – satelita telekomunikacyjny do przekazu telewizji i telefonii, należący do operatora Intelsat. Został zamówiony przez PanAmSat i był pierwszym satelitą tego operatora, który został zbudowany w Europie. W 2006 roku, jeszcze przed startem satelity, PanAmSat został przejęty przez Intelsat.
Galaxy 17 został wystrzelony 4 maja 2007. Znajduje się na orbicie geostacjonarnej (nad równikiem) na pozycji 91°W.
Statek zbudowała firma Thales Alenia Space, w oparciu o platformę Spacebus 3000B3. Satelita posiada 24 transpondery pasma Ku i 24 pasma C. Planowany czas funkcjonowania wynosi 15 lat.